# Croton thorelii
Croton thorelii là một loài thực vật có hoa trong họ Đại kích. Loài này được Gagnep. mô tả khoa học đầu tiên năm 1921 publ. 1922.